# Borgerkrigstiden
Borgerkrigstiden eller indbyrdeskrigene er et begreb der bruges om Norges historie i perioden mellem 1130 og 1240. Tiden kan groft opdeles i tre faser; sporadisk strid mellem kongsemnerne fra 1130 til ca. 1160; anden fase er omfattende kampe mellem kongsemnerne fra 1160 til 1184; og sidste fase hvor birkebeinerne nedkæmper resten, 1184-1240.
Baggrunden for borgerkrigen er et af de mest omdiskuterede emner indenfor norsk middelalderhistorie. Målet for de stridende grupper var altid at få placeret sig på tronen, hvilket startede, da kong Sigurd Jorsalfar døde i 1130. I det første årti af borgerkrigen skiftede alliancerne og var centreret omkring en konge eller tronpretendent, men mod slutningen af 1100-tallet havde to krigsførende partier udkrystalliseret sig, kendt som henholdsvis birkebeinerne og baglerne.
Det er et åbent spørgsmål, hvornår perioden sluttede, og i det historiske fagmiljø er det i hovedsageligt tre forskellige synspunkter: Begyndelsen på Håkon Håkonssons regeringstid i 1217, ribbungenes nederlag i 1227, og Håkons sejr over hertug Skule i 1240.
Den urolige periode i norsk historie faldt sammen med en tilsvarende tid i svensk og dansk historie. Kongeslægterne i de tre nordiske lande var knyttet sammen gennem ægteskabsforbindelser, hvilket gjorde at de stridende parter til tider søgte støtte over landegrænserne. Mens Sverige og Norge var plaget af indbyrdes stridigheder hele perioden, blev Danmark konsolideret i slutningen af 1150'erne, hvilket gav den danske konge mulighed for at blande sig i de norske forhold for at tilbageerobre kontrollen over Viken ved Oslofjorden.
Borgerkrigstidende var ødelæggende for freden og for retsvæsnet, og katastrofalt for de fleste indbyggere i landet. Krønikeskriveren Theodoricus monachus i Nidaros sluttede med at skrive sin saga om de gamle norske konger ved Sigurd Jorsalfars død, på grund af sin afsky for den periode, som kom efter, der ifølge ham var:
fuldstændig uværdig at give videre til efterslægten mindet om alle de forbrydelser, drab, falske eder, frændemord, krænkelser af hellige steder, gudsbespottelser, plyndringen ikke bare af præsterne som hele folket, kvinderov og andre udåder – for mange til at opregnes her – som da fandt sted.
Samtidig skete der en rivende samfundsudvikling ifølge historikeren Andreas Holmsen:
omfattende aftaler blev truffet, vigtige institutioner grundlagt, og under det hele går en voldsom økonomisk og social omskabningsprocess. (…) Det er et nyt Norge, et nyt kongedømme, en ny kirke, et nyt samfund som skabes.»

## Norske konger og tronkrævere
Nedenfor er listet de personer, der regerede og som har gjort krav på tronen under borgerkrigstiden. Personer med fed regnes med i den norske kongerække.
- Magnus Blinde (1130–1135)
- Harald Gille (1130–1136)
- Sigurd Slembe 1135–1139
- Sigurd Munn (1136–1155)
- Inge Krokrygg (1136–1161)
- Øystein Haraldsson (1142–1157)
- Håkon Herdebrei (1157–1162)
- Magnus Erlingsson (1161–1184)
- Sigurd Sigurdsson Markusfostre 1162–1163
- Øystein Øysteinsson Møyla 1174–1177
- Jon Kuvlung 1185–1188
- Sigurd Magnusson 1193–1194
- Inge Magnusson 1196–1202
- Erling Magnusson Steinvegg 1204–1207
- Filippus Simonsson 1207–1217

Sverreætta
- Sverre Sigurdsson (1177–1202)
- Håkon 3. Sverresson (1202–1204)
- Inge Bårdsson (1204–1217)
- Håkon Håkonsson (1217–1263)
- Skule Bårdsson 1239–1240